# Andrée Peel
Andrée Peel (geboren als Andrée Marthe Virot; * 3. Februar 1905; † 5. März 2010 in Long Ashton bei Bristol) gehörte während der deutschen Besetzung Frankreichs im Zweiten Weltkrieg der französischen Widerstandsbewegung Résistance an und war unter dem Decknamen Agent Rose bekannt, den auch Eileen Nearne trug.

## Leben
Bei Beginn des Zweiten Weltkriegs betrieb Andrée Marthe Virot in der französischen Hafenstadt Brest in der Bretagne einen Friseursalon.

### Zweiter Weltkrieg
Nach der deutschen Invasion in Frankreich schloss sie sich der Résistance an und verteilte zunächst Untergrundzeitungen. Später leitete sie eine eigene Gruppe innerhalb der Widerstandsbewegung. Zusammen mit ihrer Gruppe leitete sie Flugzeuge der Alliierten mit Lichtzeichen zu improvisierten Landebahnen und verhalf den in Frankreich gelandeten Piloten und Besatzungsmitgliedern zur Flucht mit Kanonen- oder U-Booten nach England, was mehr als 100 alliierten Besatzungsmitgliedern das Leben rettete und weiteren 20.000 Personen half. Darüber hinaus übermittelte die Gruppe auch Nachrichten über die militärische Lage, Truppen- und Schiffsbewegungen sowie weitere Ereignisse aus der Hafenstadt Brest. 1943 wurde sie verraten und konnte sich unter einem anderen Namen nach Paris absetzen.
Eine Woche nach der Landung der Alliierten in der Normandie wurde sie 1944 in Paris erneut verraten, von der Gestapo festgenommen und gefoltert, wovon sie bleibende gesundheitliche Beeinträchtigungen zurückbehielt. Danach wurde sie zunächst zum KZ Ravensbrück überstellt, um dann letztlich in das KZ Buchenwald eingeliefert zu werden. Dort stand sie bereits vor dem Erschießungskommando, als die US Army Ende April 1945 sie doch noch mit einigen weiteren Gefangenen des Lagers befreien konnte. Sie überstand auch die Erkrankung mit einer Meningitis.

### Nach dem Krieg
Nach dem Krieg arbeitete sie in einem Restaurant in Paris, wo sie ihren späteren Ehemann, den seinerzeit noch studierenden Engländer John Peel († 2003), erstmals traf. Das Paar ließ sich einige Jahre später in Long Ashton bei Bristol nieder. Die Ehe mit ihrem 20 Jahre jüngeren Mann, einem Neuropsychologen, war glücklich, blieb aber kinderlos. Während ihrer Zeit in Long Ashton erhielt sie häufig Besuch von Leuten, die ihre Tätigkeit für die Résistance bewunderten, und konnte auch manch einem Besucher über seine erlittenen Verletzungen hinweghelfen.

### Ehrungen
Peel erhielt für ihre Tätigkeit für die Résistance mehrere Auszeichnungen der französischen Regierung. Die Vereinigten Staaten zeichneten sie mit der Medal of Freedom aus, der britische König George VI. verlieh ihr die King’s Commendation for Brave Conduct. Nach dem Krieg erhielt sie vom britischen Premierminister Winston Churchill ein persönliches Glückwunschschreiben.
Die Medal of Freedom wurde ihr von Präsident Eisenhower verliehen.
Die Aufnahme in den Rang eines Offiziers der französischen Ehrenlegion erhielt sie 2004 durch ihren Bruder, den Viersternegeneral Maurice Virot. Am 3. Februar 2005 erhielt sie anlässlich ihres 100. Geburtstages einen Gruß der britischen Königin. Im Jahr 2010 brach sie sich zwei Wochen nach ihrem 105. Geburtstag bei einem Sturz ihre Hüfte und musste operiert werden. Sie verstarb am 5. März 2010 im Pflegeheim Lampton House.
Liam Fox, britischer Parlamentsabgeordnete für Woodspring, würdigte sie wie folgt:

“Mrs Peel was an iconic figure who showed phenomenal courage in the most difficult circumstances. Her selfless bravery saved many lives and she stands as a monument to the triumph of the human spirit, which will set an example for many generations to come.”

„Mrs Peel war ein Vorbild, die unter schwierigsten Bedingungen äußerste Tapferkeit bewies. Ihre selbstlose Tapferkeit rettete vielen Menschen das Leben und sie ist ein Zeichen für den Triumph der Menschlichkeit, beispielhaft noch für viele zukünftige Generationen.“

In ihr Haus wurde zwischen dem 10. und 11. März 2010 eingebrochen und verschiedene Dinge, beispielsweise einige Ausgaben ihrer Autobiographie, wurden entwendet. Die Polizei nimmt an, dass der Einbruch mit dem allgemeinen Bekanntwerden ihres Ablebens in Verbindung steht, über das in lokalen und überregionalen Zeitungen breit berichtet wurde.

## Autobiografie
Ihre Autobiografie Miracles Do Happen wurde auf Französisch unter dem Titel Miracles Existent! veröffentlicht, die englische Übersetzung besorgte Evelyn Scott Brown, sie erschien 1999. Eine Verfilmung erfolgte 2008 durch William Ennals.

## Auszeichnungen
- Medal of Freedom
- Médaille de la Résistance
- Ritter der Ehrenlegion (Légion d’honneur) 1967, erhoben zum Offizier 2004[1]
- King’s Commendation for Brave Conduct
- Croix de guerre (mit Palmenzweig)
- Croix de guerre (mit silbernem Stern)[5]
- Croix du combattant volontaire[5]

## Werke
- Miracles Do Happen! ISBN 1-874316-37-6 (englisch)
- Miracles Existent! ISBN 1-874316-46-5 (französisch)